# Bernie
Bernie är en ort (city) i Stoddard County i delstaten Missouri i USA. Orten hade 1 859 invånare, på en yta av 3,39 km² (2020).